# Červený drak (film, 1986)
Červený drak nebo jiným názvem Lovec lidí (anglicky Manhunter) je americký kriminální thriller z roku 1986, který natočil režisér Michael Mann. Vznikl podle románové předlohy Červený drak amerického spisovatele a scenáristy Thomase Harrise.
Postava soudního psychiatra / sériového vraha se jmenuje Hannibal Lecktor (mírně odlišné jméno od Hannibal Lecter z filmu z roku 2002).

## Herecké obsazení
- Brian Cox jako dr. Hannibal Lecktor
- William Petersen jako vyšetřovatel Will Graham
- Tom Noonan jako Francis Dollarhyde, „zubatý skřet“
- Dennis Farina jako Jack Crawford, vyšetřovatel FBI
- Joan Allen jako Reba McClane, slepá kolegyně Francise Dolarhydea
- Kim Greist jako Molly Grahamová, Willova žena
- Stephen Lang jako Freddy Lounds, novinář deníku The National Tattler
- Benjamin Hendrickson jako Frederick Chilton, ředitel vězeňského zařízení, kde je uvězněn dr. Lecktor
- Paul Perri jako dr. Sidney Bloom
- David Seaman jako Kevin Graham

## Děj
Za Willem Grahamem, který žije s rodinou (manželkou Molly a synem Kevinem) na Floridě přijíždí vyšetřovatel FBI Jack Crawford. Graham odešel z FBI poté, co byl napaden sériovým vrahem a kanibalem dr. Hannibalem Lecktorem, když mu přišel na stopu. Crawford jej žádá o pomoc při vyšetřování dalších vražd. Oběťmi jsou celé rodiny včetně dětí a zvířat. Nezbývá moc času, je jisté, že vrah zaútočí opět za úplňku. Will Graham i přes nesouhlas Molly pomoc přislíbí. Své ženě se zaručí, že se bude věnovat pouze shromažďování důkazů a nebude podstupovat riziko. Graham se totiž dokázal v minulosti natolik vžít do myšlení sériového vraha, že měl poté psychické problémy a musel vyhledat odbornou pomoc. Jeho intuice však vedla k odhalení velmi rafinovaného sériového vraha Lecktora, jenž pracoval jako soudní psychiatr.
Odlétá do Atlanty obhlédnout místo činu, aby se pokusil proniknout do uvažování „zubatého skřeta“ (v anglickém originále „Tooth Fairy“), jak si policisté vraha překřtili pro jeho kousance zanechané na tělech oběti. Kriminalisté díky jeho postřehu odhalí část otisku na očích jedné z obětí. Není to mnoho a Graham se rozhodne konfrontovat situaci s uvězněným Hannibalem Lecktorem. Ten je po menších ústupcích ochoten spolupracovat. Vyšetřovatel se ale musí mít na pozoru, vychytralý Lecktor si zjistil adresu jeho rodiny.
Použije ji v tajné korespondenci se „zubatým skřetem“, jemuž se podařilo jej kontaktovat a zanechat v cele vzkaz. Vyjadřuje mu obdiv a píše, že Lecktor je jediný, kdo může pochopit jeho pohnutky. Vězněný bývalý soudní psychiatr mu předá přes inzerát v novinách The National Tattler adresu Grahamovy rodiny, policii se podaří šifru rozluštit a Molly s Kevinem jsou v bezpečí.
FBI se obrátí na novináře Freddieho Loundse z deníku The National Tattler, s nímž nemá Graham dobré zkušenosti (bulvární novinář vnikl do nemocnice a nafotil jej, když ležel v bezvědomí po útoku Lecktora). Teď ale souhlasí, že se pokusí vraha vyprovokovat. Staví se do role cíle, v The National Tattleru vyjde článek o Grahamovi, ve kterém se o hledaném muží vyjadřuje s despektem.
Plán se mine účinkem, reakce vraha je jiná. Zajme Loundse a nechá jej namluvit na pásek prohlášení o svém omylu, pak jeho hořící tělo na kolečkovém křesle pošle pro výstrahu do podzemních garáží budovy The National Tattleru.
„Zubatým skřetem“ je schizofrenik jménem Francis Dollarhyde, jenž zabíjí pod vlivem „Velkého červeného draka“, své alternativní osobnosti. Jeho obsesí je malba Williama Blakea „Velký červený drak a žena oděná Sluncem“ (anglicky „The Great Red Dragon and the Woman clothed with the Sun“). V reálném životě je zaměstnancem filmové laboratoře v St. Louis jako kontrolor. Dollarhyde se v zaměstnání sblíží se slepou kolegyní Rebou McClane. Reba je na něj milá a hodná a plachý Dollarhyde cítí, že ji přitahuje. Prožijí spolu večer a ráno se jí Dollarhyde starostlivě věnuje. Jednoho večera na ni čeká ve své dodávce před jejím domem a spatří ji v doprovodu jiného spolupracovníka. Špatně si to vysvětlí a kolegu na místě zabije. Zaklepe na dveře a když Reba pozná jeho hlas a osloví jej křestním jménem, odpoví: „Francis tu není, je pryč. Navždy.“
Will Graham mezitím dospěje k poznatku, že „zubatý skřet“ znal interiér domů svých obětí z domácích videokazet, k nimž se mohl dostat pouze jako zaměstnanec některé laboratoře. Podle videokazet z domů zavražděných rodin identifikuje laboratoř v St. Louis. Místní policie prověří řidičské průkazy na dodávky (FBI ví, že používá dodávku) zaměstnanců firmy a z výsledných 29 Graham zachytí to správné jméno. Získá tak jeho adresu, kam se neprodleně s policií a Crawfordem vydá.
Dollarhyde zatím děsí Rebu. Odtáhne ji do kuchyně a přikládá jí kus střepu ke krku, ale nedokáže ji zabít. Policie už obklíčila dům a Will Graham proskočí oknem, aby mu zabránil spáchat další vraždu. Ale Francis Dollarhyde je pohotový, pořeže jej a srazí k zemi. Pak okamžitě sáhne pro pušku a zastřelí dva policisty, kteří se blíží k domu. Grahamovi se podaří jej zastřelit, než se o totéž pokusil sériový vrah.
Po zdárném vyřešení případu se vrací domů za svou rodinou.

## Citáty
I Bohu to dělá dobře. On to dělá pořád. Je ohromný. Minulou středu nechal spadnout střechu kostela na třicet svých vyznavačů v Texasu, když pěli chvalozpěv jeho majestátu. (dr. Hannibal Lecktor v telefonickém rozhovoru s Willem Grahamem)